# Summersville (Virgínia de l'Oest)
Summersville és una població dels Estats Units a l'estat de Virgínia de l'Oest. Segons el cens del 2000 tenia 3.294 habitants.

## Demografia
Segons el cens del 2000, Summersville tenia 3.294 habitants, 1.476 habitatges, i 890 famílies. La densitat de població era de 299,3 habitants per km².
Dels 1.476 habitatges en un 26,7% hi vivien nens de menys de 18 anys, en un 45,6% hi vivien parelles casades, en un 11,9% dones solteres, i en un 39,7% no eren unitats familiars. En el 36,9% dels habitatges hi vivien persones soles el 17,4% de les quals corresponia a persones de 65 anys o més que vivien soles. El nombre mitjà de persones vivint en cada habitatge era de 2,19 i el nombre mitjà de persones que vivien en cada família era de 2,87.
Per edats la població es repartia de la següent manera: un 21,8% tenia menys de 18 anys, un 7,7% entre 18 i 24, un 25,2% entre 25 i 44, un 26,2% de 45 a 60 i un 19,1% 65 anys o més.
L'edat mediana era de 42 anys. Per cada 100 dones de 18 o més anys hi havia 78,8 homes.
La renda mediana per habitatge era de 29.783 $ i la renda mediana per família de 43.314 $. Els homes tenien una renda mediana de 33.633 $ mentre que les dones 22.348 $. La renda per capita de la població era de 23.217 $. Entorn del 6,9% de les famílies i el 12,7% de la població estaven per davall del llindar de pobresa.

## Poblacions més properes
El següent diagrama mostra les poblacions més properes.